# Pterogenomyia parviseta
Pterogenomyia parviseta är en tvåvingeart som först beskrevs av Günther Enderlein 1924.  Pterogenomyia parviseta ingår i släktet Pterogenomyia och familjen bredmunsflugor.
Artens utbredningsområde är Ekvatorialguinea. Inga underarter finns listade i Catalogue of Life.